# Tony DiLeo
Tony DiLeo (Filadelfia, 8 agosto 1955) è un ex cestista, allenatore di pallacanestro e dirigente sportivo statunitense, professionista nella NBA.
È il padre dei cestisti T.J. DiLeo e Max DiLeo.

## Carriera
Ha guidato la Germania a due edizioni dei Campionati europei (1981, 1983).

## Palmarès
- Campionato tedesco: 2

Saturn Colonia: 1986-87, 1987-88